# Denis Urubko
14 sommets de plus de 8 000 mètres d'altitude
Denis Urubko (en russe : Денис Викторович Урубко, Denis Viktorovitch Ouroubko), né le 29 juillet 1973 à Nevinnomyssk (Russie), est un alpiniste russe et polonais. Il avait auparavant la nationalité kazakhe de 1991 à 2012. En 2009, il devient la quinzième personne à avoir escaladé les 14 sommets de plus de 8 000 m d'altitude.
En 2006, il gagne la compétition de speed climbing sur l'Elbrouz en 3 h 55 min 58 s pour une ascension de la station Azau au sommet, soit 3 250 mètres. Il arriva presque 40 minutes en avance sur le second. Il a aussi gagné le Mountain Festival de Khan Tengri où il a fait un aller-retour du camp de base à 4 200 mètres au sommet à 7 010 mètres en 12 heures et 21 minutes, gagnant avec 3 heures d'avance.
Il a gravi 2 sommets de 8 000 mètres en hivernal : le Makalu en 2009 avec Simone Moro et le Gasherbrum II en 2011 avec Cory Richards et Simone Moro. Il a aussi ouvert de nouvelles voies sur le Cho Oyu, le Manaslu et le Broad Peak. Il a réussi 22 ascensions sur des sommets de plus de 8 000 mètres. Il est le récipiendaire du prix Léopard des Neiges et a le record de l'épreuve pour avoir fait les 5 sommets de 7 000 m de l'ancienne URSS en 42 jours en 1999.
Avec Adam Bielecki, il a mené l'opération de sauvetage d'Élisabeth Revol et de Tomasz Mackiewicz, le 27 janvier 2018, sur le Nanga Parbat, au Pakistan. Gravissant environ 1 200 mètres de dénivelé, de nuit et dans des conditions difficiles en seulement huit heures, l'expédition parvient à secourir l'alpiniste française mais doit renoncer au sauvetage de Mackiewicz, resté à environ 7 200 mètres d'altitude, dans la tempête.
Il escalade sans apport artificiel d'oxygène, inspiré par Reinhold Messner.
Il décide de mettre fin à sa carrière et l'himalayisme extrême en février 2020, suscitant quelques commentaires polémiques au passage.

## Publications
- SOS Himalaya, Paris, Éditions Paulsen, coll. « Guérin », 2021, 224 p. (ISBN 978235221-3123).